# 佐賀市文化会館

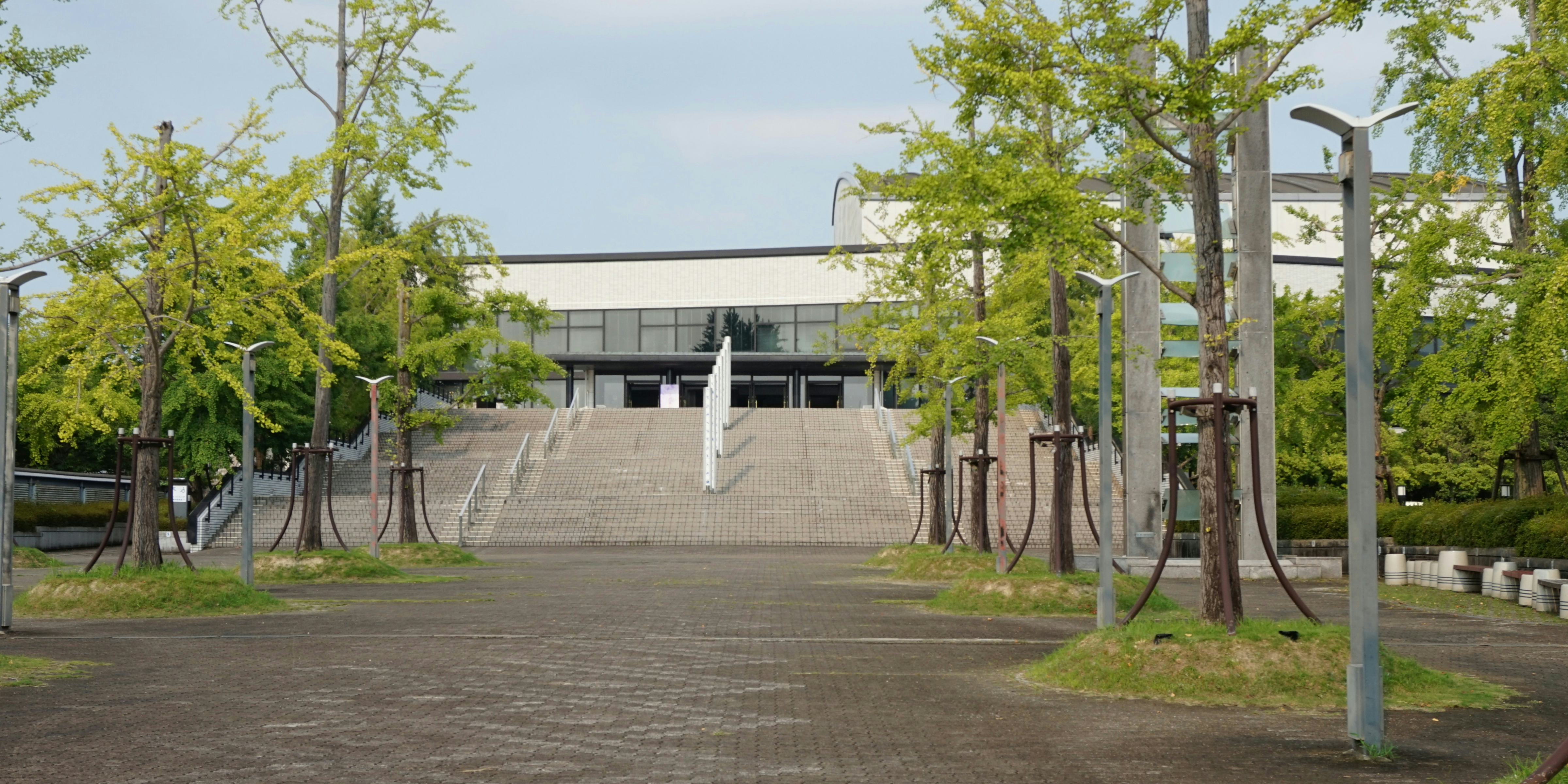
2018年撮影（西側広場改修前）

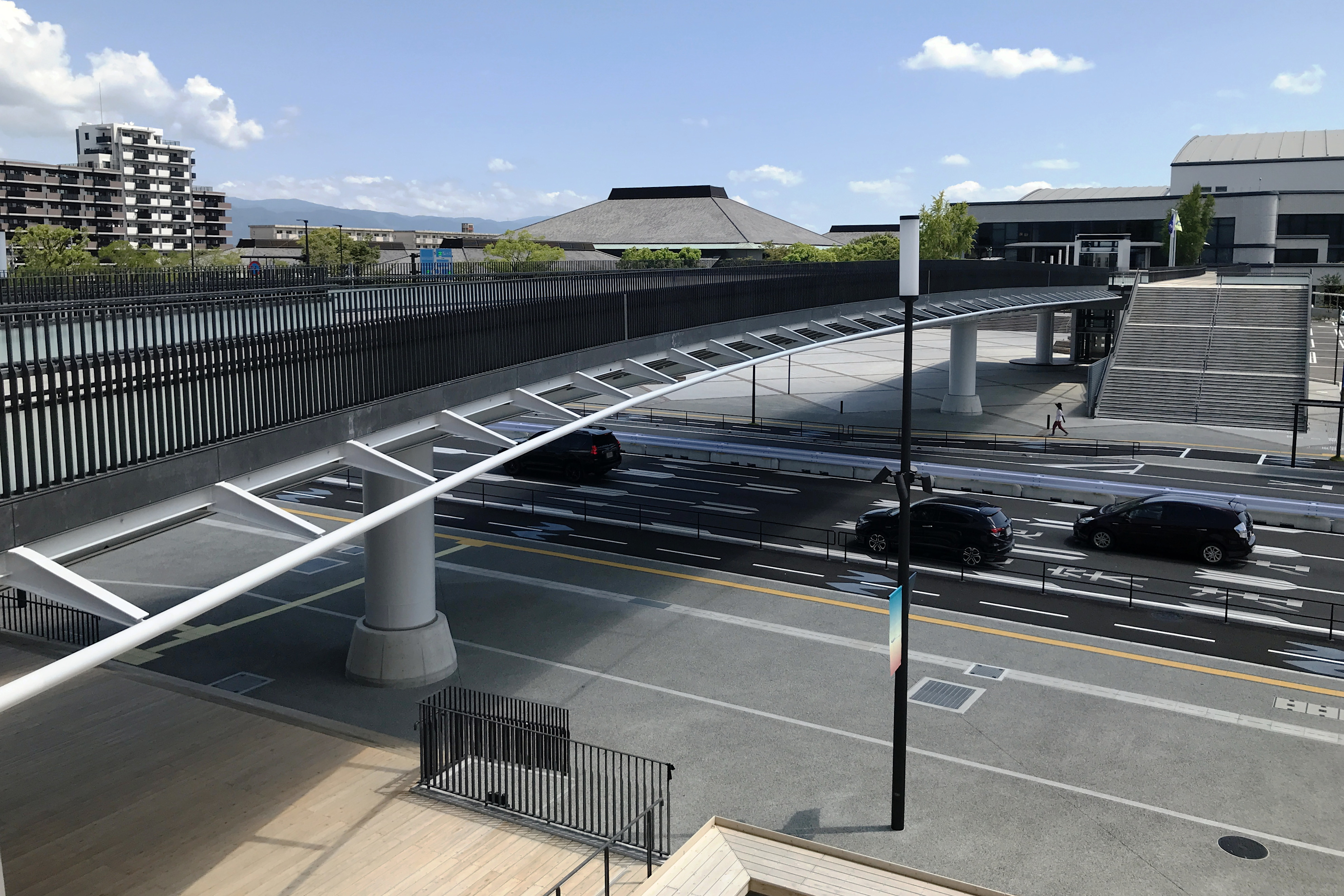
ペデストリアンデッキ

佐賀市文化会館（さがしぶんかかいかん）は佐賀県佐賀市日の出にある佐賀市立のコンサートホールである。主にオーケストラ、オペラの公演などに利用されている。指定管理者制度に基づき、公益財団法人佐賀市文化振興財団が管理・運営を行っている。

## 概要
佐賀県の県単位で行われる文化行事やイベントの際に、最もよく使われている施設。音楽に関連する行事によく利用されているほか、演劇や展示会、講演会などにも利用されている。佐賀大学の入学式と卒業式もここで行われている。
国道263号の東に隣接し、南に国立病院機構佐賀病院を挟んで国道34号が通る地域で、交通の便は良い。北はSAGAサンライズパーク体育館に隣接しており、国道263号を挟んで西側にSAGAサンライズパーク陸上競技場があるなど、周辺や文化体育施設が集まる地域である。
陸上競技場のあるSAGAサンライズパークとの間には「THE VICTORY WALK」（栄光橋）と命名されたペデストリアンデッキが架かる。これらの整備事業に対し、「SAGAサンライズパーク＋栄光橋＋佐賀市文化会館西側広場」として2024年度（令和6年度）の土木学会デザイン賞 最優秀賞を受賞した。

## 主な施設・客席数
地階
- 電気室、機械室、奈落

1階
- 管理事務室、守衛室、館長室、医務室、幼児室
- 大ホール : 1811席（2階層、残響時間は1.6 -　2.1秒）
- 中ホール : 814席
- イベントホール、調光音調室
- リハーサル室
- 楽屋（1～9)、中ホール楽屋事務室、大ホール楽屋事務室
- 練習室(1～3)
- 倉庫、ピアノ庫

2階
- レストラン
- 調光室、音調室

3階
- 会議室（大・小・特別）
- 和室

駐車場（2023年5月より有料）
- 佐賀市文化会館 : 384台
- SAGAプラザ（佐賀県総合体育館） : 214台（大型バス用有）

## アクセス
- 佐賀駅バスセンターより佐賀市営バスまたは昭和バスに乗車し、「SAGAサンライズパーク（市文化会館前）」バス停下車、徒歩1分。道路の横断にはペデストリアンデッキが利用可能。
- 長崎自動車道佐賀大和ICを降りて南へ左折し国道263号を佐賀市街方面へ向かい、左側にある。